# Петар Арачић
Петар Арачић (Београд, 25. јун 1885 — Лондон, 19. октобар 1958) био је југословенски дивизијски генерал.

## Биографија
Рођен је као син генерала Вукомана Арачића прослављеног команданта Ужичке војске у Првом светском рату и Милице, био је брат Миливоја Арачића, политичара.
После шест разреда гимназије у Београду, Књажевцу и Зајечару (1902), постао је питомац 35. класе Ниже школе Војне академије, а касније и 20. класу Више школе Војне академије са генералштабном припремом коју је отпочео 15. октобра 1920. године.
Носилац је највиших југословенских, српских и иностраних одликовања.

### Балкански ратови и Први светски рат
Учествовао је у ратовима од 1912. до 1918. где је службовао у Шумадијској, Вардарској и Моравској Дивизији. Нарочито се истакао као командант 1. батаљона 2. пешадијског пука Књаза Михајла где је командовао операцијом ослобођења Панчева 8. новембра 1918. године, где је слављен и поштован као ослободилац Панчева и након рата као почасни становник града.

### Између два рата
После Првог светског рата напредовао је у каријери, обављао више одговорних дужности, од којих су најзначајније Начелник Обавештајног одељења Генералштаба (1931-1936), и Командант Дунавске Дивизијске области (1936-1938). Такође је био и предавач на Вишој школи Војне Академије, Војни изасланик у Пољској, као и уредник часописа Ратник.

### Други светски рат и одлазак из земље
Почетком рата, априла 1941. године, опозван је из пензије и постављен за заменика Команданта Приморске армијске области. Након Априлског слома доспео је у немачко заробљеништво све до 1945. године, када је избегао у Уједињено Краљевство, у Лондон, где је и живео до смрти 1958. године. Од 1952. до 1955. године је био председник Српске црквене општине у Лондону. Његов гроб се налази на гробљу Кензал Грин, на северу Лондона.
По речима проте Милуна Костића, бившег старешине цркве у Лондону, на његовом гробу се налази занимљив епитаф: Не тугуј реко Мораво, Ланиште село гиздаво, Миле се само одмара, попут витеза прастара.

## Породичне прилике
До Априлског рата становао у улици Краља Александра 56, преко пута Ташмајданског парка у Београду. Није био ожењен, и нема директних потомака.

## Каријера
| од 10. Х 1906.               | Водник у 9. пешадијском пуку |
| од 27.XII 1913.              | Командир 2. чете, 2. батаљона, 7. пешадијског пука |
| у ратовима 1912-13           | Ађутант Тимочке дивизије 1. позива |
| у рату 1914-18               | од 1916. Помоћник начелника штаба Шумадијске дивизије 1. позива, Начелник штаба 2. пешадијске бригаде Вардарске дивизије, Начелник штаба 1. пешадијске бригаде Моравске дивизије, Командант 1. батаљона,2. пешадијског пука Књаз Михајло са којим је 09. новембра 1918. ослободио Панчево. |
| од 28.IV до 05.X 1920.       | Командант 1. батаљона, 1. Подофицирске школе |
| од 25.XII 1921.              | У Штабу 1. Армијске области |
| 1922.                        | Начелник штаба 1. коњичке дивизије и наставник Тактике у Нижој школи Војне Академије |
| од 15.X 1923. до 15.X 1924.  | Начелник штаба Коњичке инспекције |
| од 15.X 1924.                | В. Д. Начелника штаба команде Дунавске дивизијске области |
| од 19.III 1926.              | Начелник штаба Коњичке инспекције |
| од 18.X 1926.                | Усавршавање у Француској у трајању од шест месеци ради учења језика и упознавања француске војске |
| од 24.II 1927.               | В. Д. Начелника штаба Брегалничке дивизијске области |
| од 02.IV 1927.               | Војни изасланик у Варшави, Пољска |
| од 18.I 1928.                | Начелник штаба команде Дунавске дивизијске области |
| у школској 1929/30.          | Наставник Тактике на Вишој школи Војне Академије, поред редовних дужности |
| од 30.IV 1930.               | Командант 56. регименте |
| од 30.IV 1931.               | В. Д. Начелника Наставног одељења Главног генералштаба |
| од 23.X 1931. до 06.IX 1936. | Начелник Обавештајног одељења Главног генералштаба |
| од 06.IX 1936. до 30.X 1938. | Командант Дунавске дивизијске области |
| од 30.X 1938. до 12.IX 1940. | Командант Бока которске |
| од 12.IX 1940.               | На расположењу |
| од 12.XII 1940.              | Пензионисан |
| 03 - 17.IV 1941.             | Опозван из пензије, Заменик команданта Приморске армијске области |
| 1941—1945.                   | Ратни војни заробљеник у Немачкој |
| 1945.                        | Емигрирао у Лондон, Уједињено Краљевство |
| 1952—1955.                   | Председник Српске православне црквене општине у Лондону |

## Унапређења
| 1906. | Пешадијски потпоручник |
| 1913. | Капетан 2. класе       |
| 1918. | Мајор                  |
| 1923. | Потпуковник            |
| 1927. | Пуковник               |
| 1933. | Бригадни генерал       |
| 1937. | Дивизијски генерал     |

## Одликовања
- Орден Југословенске круне II, III и IV степена
- Орден Карађорђеве звезде IV степена
- Орден Белог орла са мачевима IV и V степена
- Орден Белог орла V степена
- Орден Светог Саве IV и V степена
- различита румунска, пољска, грчка, белгијска, бугарска и француска одликовања

## Занимљивости
Нарочито поштовање Петар Арачић је имао у Панчеву, где је од 1921. до 1941. и од 1944. до 1946. године једна улица носила његово име (садашња улица Милорада Бате Михаиловића).
Одлуком Скупштине града Панчева 2013. године, улица у самом центру града (некадашња улица Петра Драпшина) добила је његово име. Погледати Списак улица Панчева.
Такође, и у Борчи постоји улица са његовим именом.